# Asier Maeztu
Asier Maeztu Billelabeitia, né le 14 octobre 1977 à Saint-Sébastien, est un coureur cycliste espagnol. Spécialiste de la piste, il a fait partie de l'équipe espagnole de poursuite par équipes médaillée de bronze aux Jeux olympiques d'été de 2004 à Athènes et aux championnats du monde de cyclisme sur piste de Melbourne en 2004 avec Carlos Torrent, Carlos Castaño Panadero et Sergi Escobar.

## Palmarès sur route

### Par année
- 2001
  - Champion du Guipuscoa du contre-la-montre (Mémorial Gervais)
- 2005
  - Champion du Guipuscoa du contre-la-montre (Mémorial Gervais)
- 2006
  - Champion du Guipuscoa du contre-la-montre (Mémorial Gervais)
- 2007
  - Champion du Guipuscoa du contre-la-montre (Mémorial Gervais)
- 2008
  - Champion du Guipuscoa du contre-la-montre (Mémorial Gervais)
  - 1reb étape du Tour du Chiapas
- 2009
  - Lazkaoko Proba
  - 3e du Circuito de Pascuas
- 2011
  - Champion du Pays basque du contre-la-montre
  - Champion du Guipuscoa du contre-la-montre (Mémorial Gervais)
  - 3e du Laudio Saria
- 2013
  - 2e du championnat du Guipuscoa du contre-la-montre (Mémorial Gervais)

### Classements mondiaux
| Année            | 2007   | 2008 | 2009 |
| ---------------- | ------ | ---- | ---- |
| UCI Europe Tour  | 1 436e |      |      |
| UCI America Tour |        |      | 247e |

## Palmarès sur piste

### Jeux olympiques
- Athènes 2004
  -  Médaillé de bronze de la poursuite par équipes (avec Carlos Torrent, Carlos Castaño Panadero et Sergi Escobar)

### Championnats du monde
- Melbourne 2004
  -  Médaillé de bronze de la poursuite par équipes (avec Carlos Torrent, Carlos Castaño Panadero et Sergi Escobar)
- Apeldoorn 2011
  - 5e de la poursuite par équipes
  - 8e de la poursuite individuelle
- Melbourne 2012
  - 5e de la poursuite par équipes
  - 8e de la poursuite individuelle
- Minsk 2013
  - 4e de la poursuite par équipes
  - 11e de la poursuite individuelle

### Coupe du monde
- 2004-2005
  - 2e de la poursuite par équipes à Manchester

- 2008-2009
  - 2e de la poursuite par équipes à Cali

- 2010-2011
  - 2e de la poursuite par équipes à Pékin
  - 3e de la poursuite par équipes à Manchester

### Championnat nationaux
| - 1998 - 2e du championnat d'Espagne de l'américaine - 3e du championnat d'Espagne de poursuite par équipes - 1999 - 3e du championnat d'Espagne de poursuite espoirs - 3e du championnat d'Espagne de poursuite par équipes - 2001 - 2e du championnat d'Espagne de poursuite - 2003 - 2e du championnat d'Espagne de l'américaine - 3e du championnat d'Espagne de poursuite - 2004 - 2e du championnat d'Espagne de l'américaine - 2005 - Champion d'Espagne de l'américaine (avec Mikel Gaztañaga) - 2e du championnat d'Espagne de poursuite | - 2007 - 3e du championnat d'Espagne de poursuite - 2008 - 2e du championnat d'Espagne de poursuite - 2e du championnat d'Espagne de l'américaine - 2009 - Champion d'Espagne de l'américaine (avec Martzel Elorriaga) - 3e du championnat d'Espagne de poursuite - 2010 - 2e du championnat d'Espagne de poursuite - 2012 - 3e du championnat d'Espagne de poursuite par équipes |  |